# General Francisco R. Murguía
General Francisco R. Murguía è una municipalità dello stato di Zacatecas, nel Messico centrale, il cui capoluogo è la località di Nieves.
Conta 21.974 abitanti (2010) e ha una estensione di 5.024,72 km².
In nome della località è dedicato a Francisco Murguía, generale della Rivoluzione messicana.